# Werowocomoco
 Ovo je glavno značenje pojma Werowocomoco. Za istoimeno selo pogledajte Werowocomoco (indijansko selo).
Werowocomoco, jedno od tridesetak plemena algonquianske konfederacije Powhatan, koji su u ranom 17. stoljeću živjeli na području današnjeg okruga Gloucester na sjevernoj obali rijeke York. Istoimeno selo Werowocomoco (oko 200 stanovnika 1608) bilo je glavni powhatanski grad, a nalazio se nasuprot ušća Queen Creeka. U Werowocomocu je živjela Pocahontas. 

## Vanjske poveznice
- Werowocomoco Indians  Arhivirana inačica izvorne stranice od 5. siječnja 2009. (Wayback Machine)
- Jamestown and Werowocomoco